# 山田インターチェンジ (岩手県)
山田インターチェンジ（やまだインターチェンジ）は、岩手県下閉伊郡山田町にある三陸沿岸道路（山田道路 / 山田宮古道路）のインターチェンジである。

## 歴史
- 2002年（平成14年）8月2日 : 山田南IC - 山田IC間 開通に伴い供用開始。
- 2017年（平成29年）11月19日 : 山田IC - 宮古南IC間 開通[1]。

## 道路
- E45 三陸沿岸道路（山田道路 / 山田宮古道路・46番）

## 接続する道路
- 国道45号

## 料金所
無料区間のため設置されていない。

## 周辺
- 道の駅やまだ[注釈 1]

## 隣
E45 三陸沿岸道路（山田道路 / 山田宮古道路）
(45) 山田南IC - (46) 山田IC - (47) 山田北IC